# Gunnar Pettersson (socialdemokrat)
Gunnar Josef Lennart Pettersson, född 20 mars 1957 i Gustav Adolfs församling i dåvarande Skaraborgs län, är en svensk socialdemokratisk politiker. Han var ordförande i kommunstyrelsen i Habo kommun från oktober 2016 till december 2018. Tidigare har han varit vice ordförande i kommunens socialnämnd.
Han är sedan 1976 gift med Maj-Britt Pettersson (född Johnsson 1958).